# Histórias da fundação de Roma (Tortebat)
Histórias da fundação de Roma é um conjunto de catorze gravuras, publicadas em 1659, dos gravadores franceses Jean Boulanger, Jean Le Pautre e Louis de Chatillon com base em desenhos de François Tortebat criados estes a partir dos afrescos dos Carracci que constituem o friso do Palazzo Magnani, Histórias da fundação de Roma, e que em ambos os casos versam a história mítica da fundação de Roma, cujos protagonistas são os irmãos míticos Rómulo e Remo.
Este conjunto de gravuras foi dado à estampa em Paris sendo a primeira série de gravuras criadas a partir dos frisos do Palazzo Magnani, e certamente a mais bela. O promotor da iniciativa foi François Tortebat, que fez desenhos preparatórios, enquanto as matrizes foram gravadas pelos três gravadores.

## Descrição das gravuras

### Rómulo e Remo alimentados pela loba

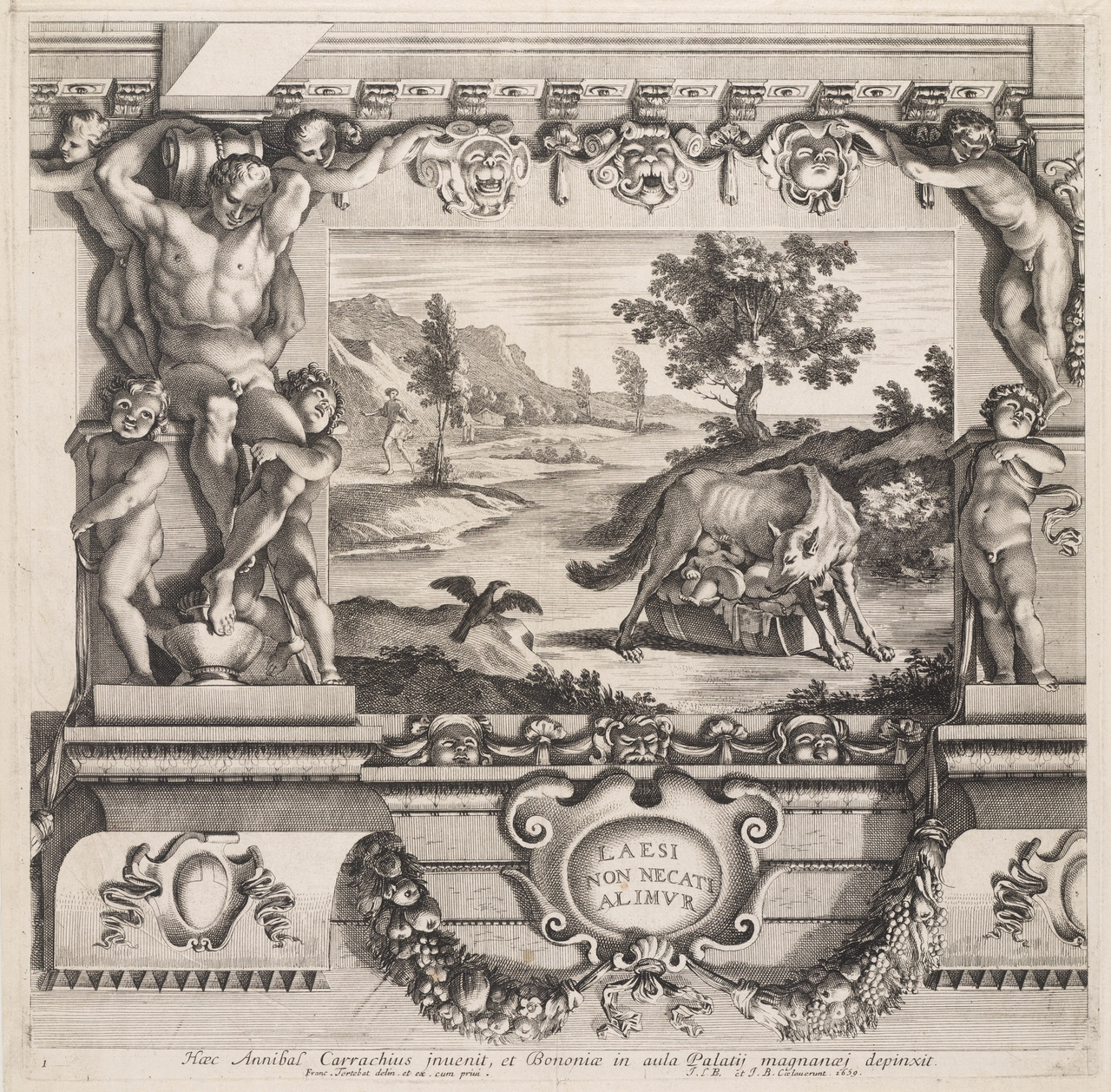
LAESI NON NECATI ALIMUR, gravura de Jean Le Pautre

É o episódio inicial da lenda de Rómulo e Remo do friso do Palazzo Magnani e bem assim das gravuras. Na placa por baixo do afresco pode-se ler LAESI NON NECATI ALIMUR, o que é traduzível por "Feridos, mas não mortos, somos alimentados".
A história começa em Alba Longa de que é rei Numitor. O irmão do rei, Amúlio, ganancioso e cruel, derruba Numitor do trono e para evitar uma eventual vingança, ordena o assassinato de todos os filhos masculinos do seu irmão, enquanto a única filha do rei, Reia Sílvia, é obrigada a tornar-se vestal, o que exigia dela um voto de castidade. Amúlio pretendia evitar algum descendente masculino que pudesse reivindicar legitimamente o trono. Mas Marte, deus da guerra, apaixona-se por Reia Sílvia e esta engravida gerando dois gémeos: Rómulo e Remo. Amúlio, enfurecido quando toma conhecimento, ordena o assassinato das duas crianças. Mas o soldado (ou pastor) encarregado de matar Rómulo e Remo não tem coragem de cometer um infanticídio e abandona-os, nas águas do Tibre, metidos numa caixa de madeira. A corrente do rio leva a caixa para a margem, onde, sob uma figueira, os gémeos são encontrados por um loba, mas a fera, em vez de devorar os pequeninos, aleita-os como se fossem suas crias, assegurando a salvação deles. Mais tarde são encontrados pelo pastor Fáustulo que com a esposa irá criar os dois infantes.

### Remo luta com ladrões de rebanhos

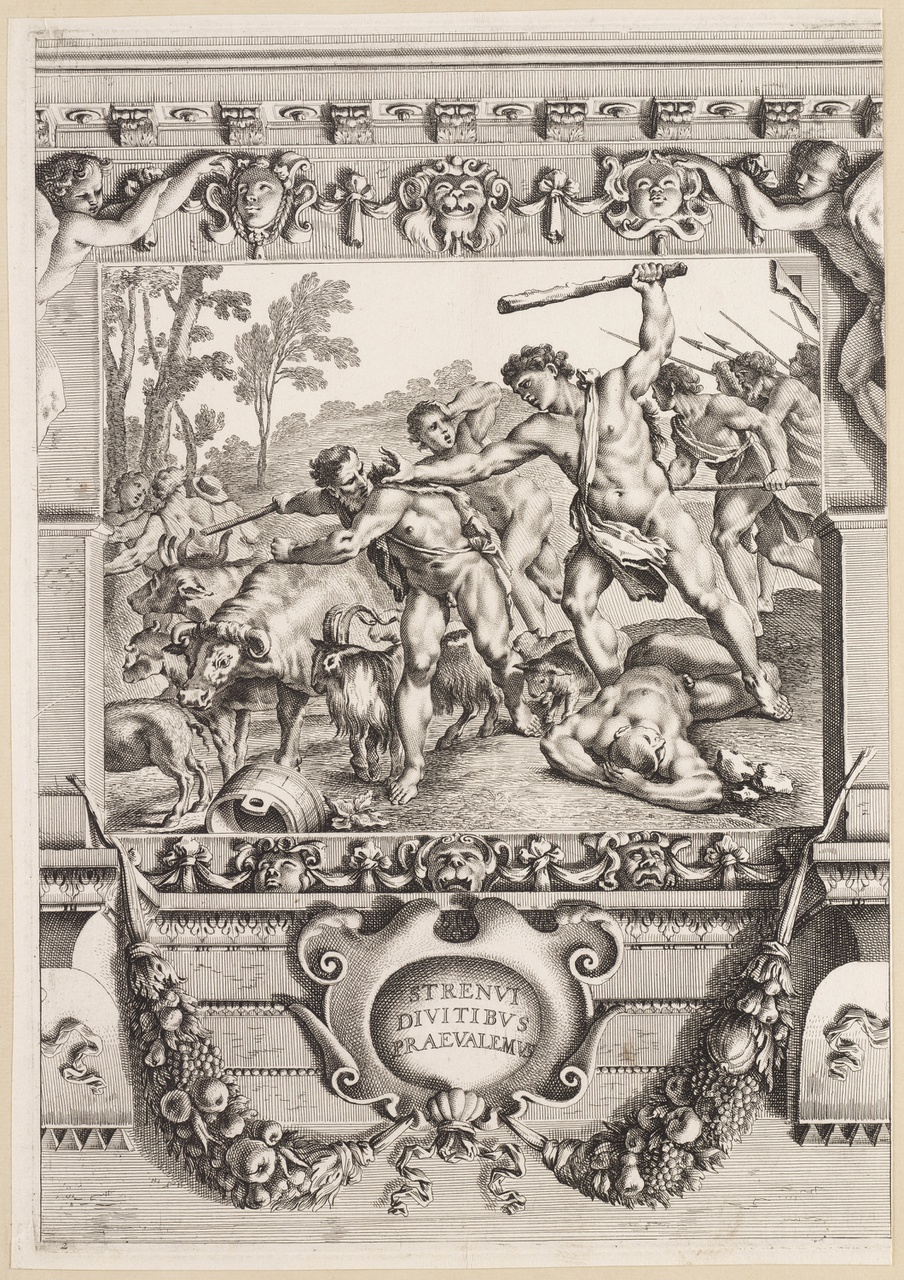
STRENUI DIVITIBUS PRAEVALEMUS, gravura de Jean Le Pautre

O lema abaixo do correspondente afresco é «STRENUI DIVITIBUS PRAEVALEMUS», que se pode traduzir por valorosos, prevalecemos sobre os ricos»
O episódio representado corresponde às frequentes lutas que tanto Remo quanto Rómulo, ainda desconhecedores das suas verdadeiras origens, costumavam ter com os pastores ao serviço de Numitor envolvidos no roubo de gado, confrontos em que os dois jovens irmãos já demonstravam a sua coragem fora do comum.
Ovídio, em Fastos (II, 359-378), conta que Rómulo e Remo foram avisados do roubo dos seus rebanhos, enquanto participavam em jogos da Lupercalia. Como ainda estavam semi-nus, como o rito exigia, lançaram-se na busca dos bandidos tendo sido Remo, como se representa no afresco e depois na gravura, o primeiro a alcançá-los e a enfrentá-los.

### Remo preso perante o rei Amúlio

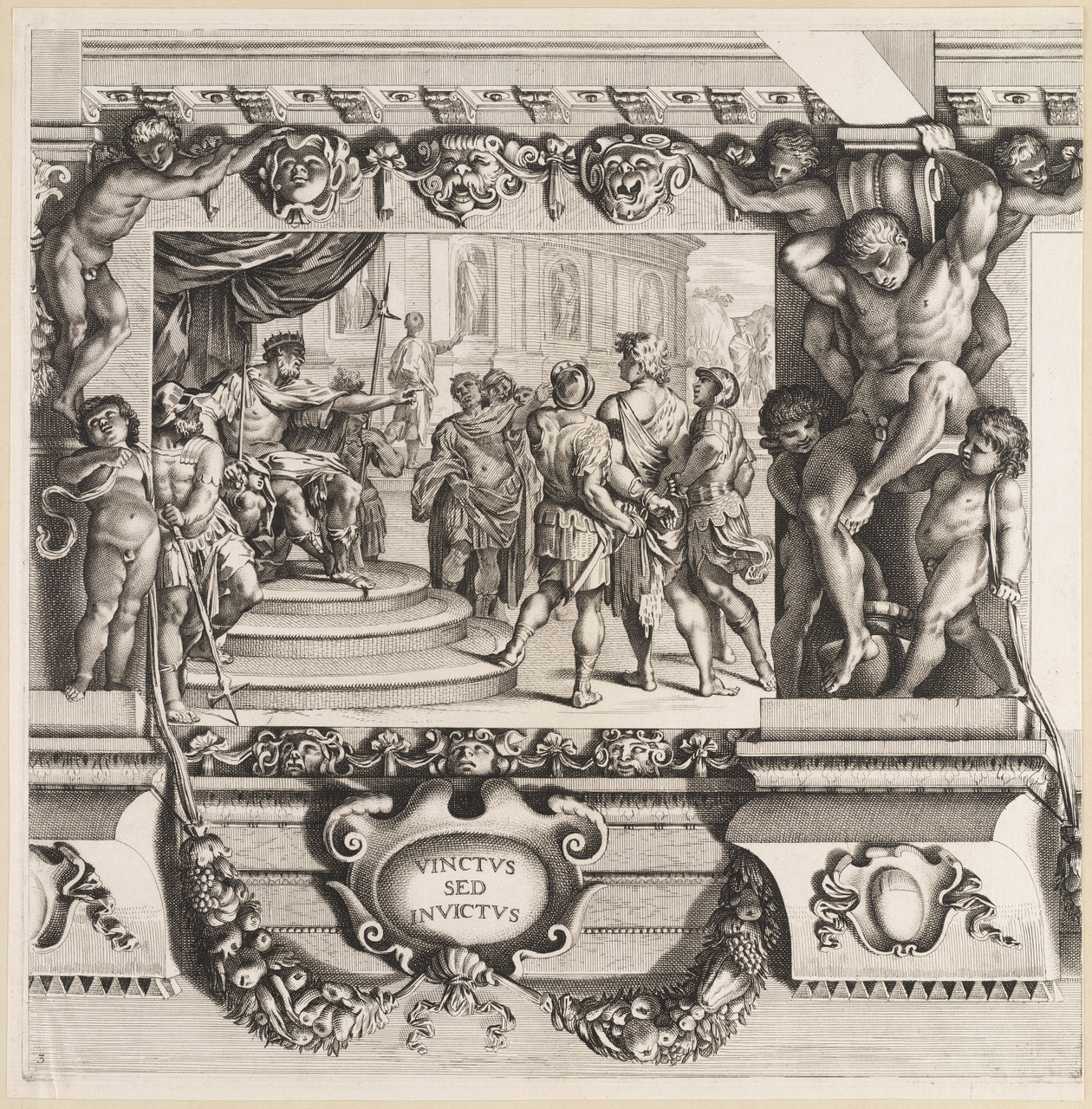
VINCTUS SED INVICTUS, gravura de Jean Le Pautre

Como diz o lema do afresco, "VINCTUS SED INVICTUS", "derrotado, mas não vencido", Remo aparece ao usurpador cheio de orgulho.
As discussões contínuas com os homens de Numitor fizeram com que estes, em vingança pelas derrotas que sofreram, levassem Remo ao seu senhor para que o castigasse. Numitor, que já não era rei por ter sido deposto por Amúlio, considera que o castigo de Remo deveria ser autorizado pelo novo soberano. E, como se vê no fresco, o gémeo de Rómulo é conduzido perante Amúlio, o rei ilegítimo de Alba Longa.
Enquanto isso, Fáustulo, ao longe à esquerda da cena, entra na cidade de Alba Longa com o berço em que Rómulo e Remo foram atirados às águas do Tibre. O berço é imediatamente reconhecido: o destino dos dois gémeos, cuja verdadeira identidade se descobrirá em breve, a qual eles próprios ainda desconhecem, está prestes a ser cumprido.

### O assassínio de Amúlio

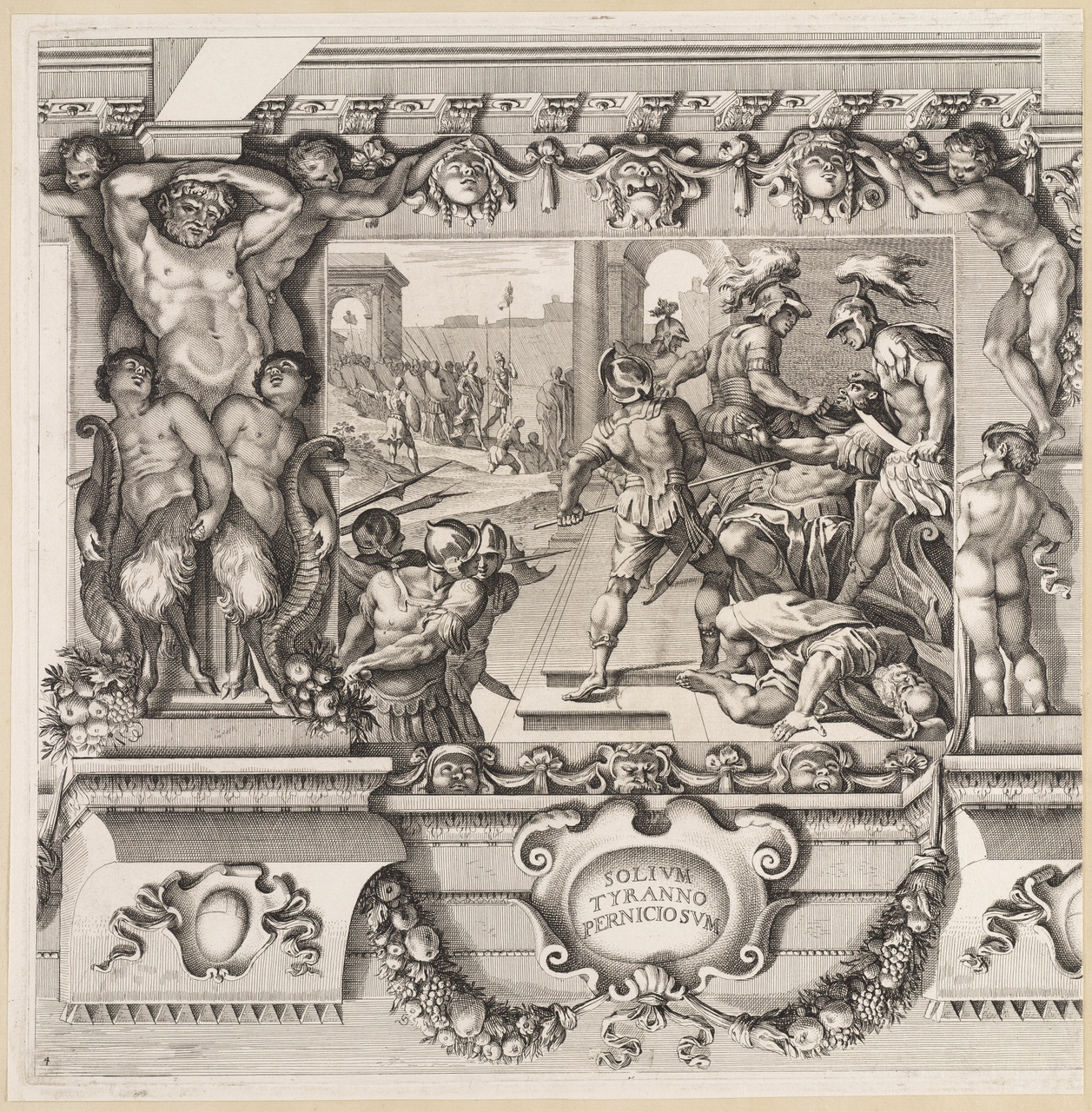
SOLIUM TYRANNUM PERNICIOSUM, gravura de Jean Le Pautre

O lema latino que descreve o correspondente afresco, "SOLIUM TYRANNUM PERNICIOSUM", pode ser traduzido por "o trono prejudica o tirano", sendo talvez um aviso dos riscos de um exercício despótico de poder.
Numitor interroga Remo e percebe que se trata do seu neto, circunstância de que o próprio Remo toma conhecimento. Também a Rómulo foi sonegada por Faústolo a sua verdadeira identidade. O velho e deposto rei de Alba Longa combina então com os seus netos o derrube de Amúlio. Rómulo toma de assalto a cidade ao comando de um grupo de homens armados e Remo com a ajuda de companheiros mata Amúlio com um golpe de lança.
Segundo Plutarco, as tribos comandadas por Rómulo são precedidas por um soldado que como insígnia leva uma vara em cuja extremidade tem preso um feixe de erva. De acordo com este historiador, a partir desse momento, os soldados com esta função foram chamados de manipulari, termo donde deriva manípulo que foi a formação básica do exército romano durante muitos séculos.

### Abrigo para os refugiados no Monte Capitolino

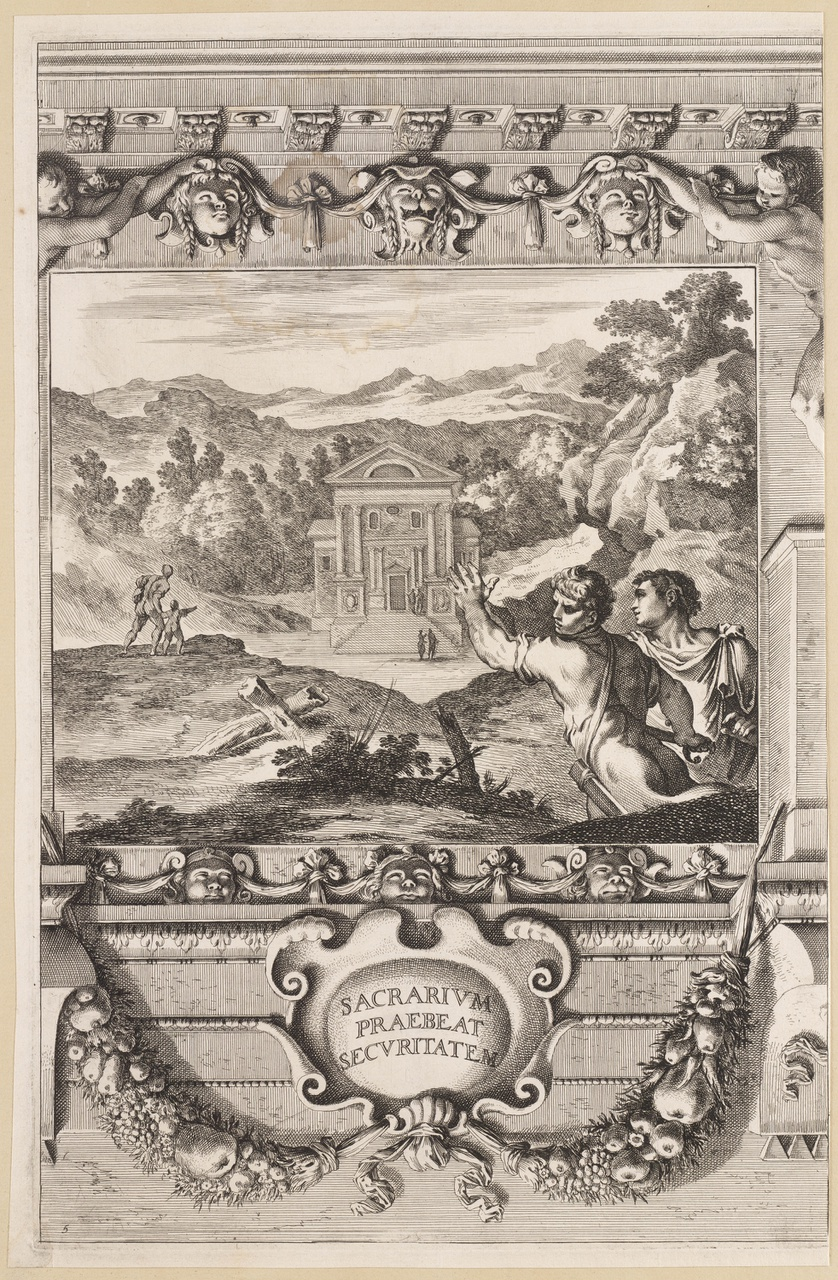
SACRARIUM PRAEBEAT SECURITATEM, gravura de Jean Le Pautre

O lema do correspondente afresco «SACRARIUM PRAEBEAT SECURITATEM» significa «o santuário oferece segurança» e, em paralelismo com o destino dos compradores, poderia aludir à própria construção do Palazzo Magnani.
Depois de terem morto Amúlio, Rómulo e Remo repuseram Numitor no trono de Alba Longa, mas não quiseram viver nesta cidade e decidiram procurar uma nova. Entretanto, foi construído no Monte Capitolino um templo para dar abrigo aos muitos que de Alba Longa e doutros lugares seguiram os dois gémeos para escapar a um destino adverso: escravos, fugitivos, devedores em fuga dos credores e todo o tipo de pessoas ansiosas de um novo recomeço.

### Rómulo traça com o arado os limites de Roma

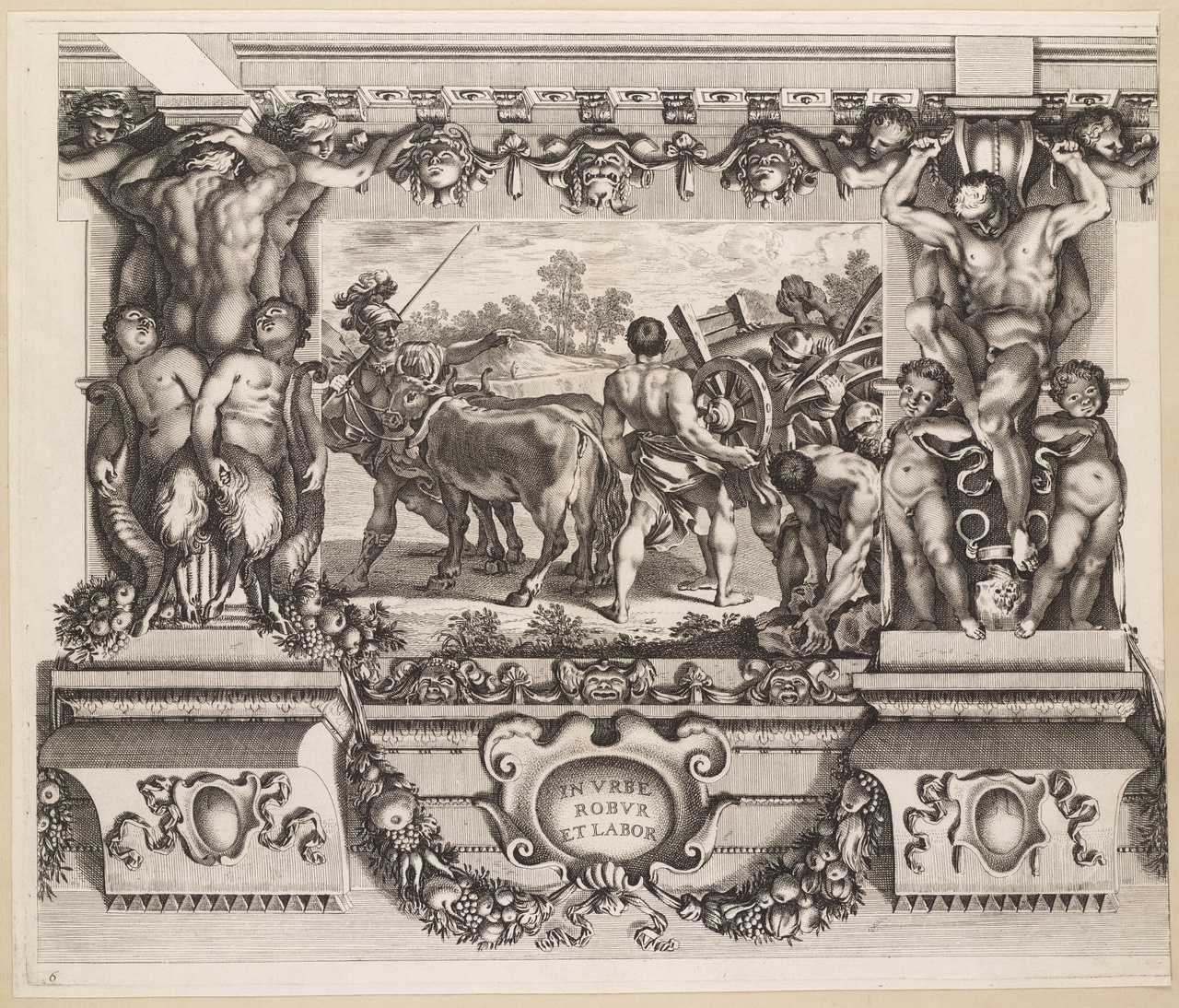
IN URBE ROBUR ET LABOR, gravura de Jean Le Pautre

A inscrição «IN URBE ROBUR ET LABOR» ("na cidade, força e trabalho") é talvez um voto para a superação da má época em que Bolonha vivia quando da criação dos afrescos.
Em Vidas paralelas, Plutarco narra que enquanto Rómulo guiava o arado, outros desbastavam os torrões levantadas no sulco e é precisamente isto que o personagem em primeiro plano à esquerda está a fazer, reclinado para a frente e com as mãos na terra.
Plutarco prossegue narrando que o sulco era interrompido, levantando do solo a ponta do arado, correspondendo aos espaços onde as portas seriam abertas nos muros de Roma.

### O rapto das Sabinas

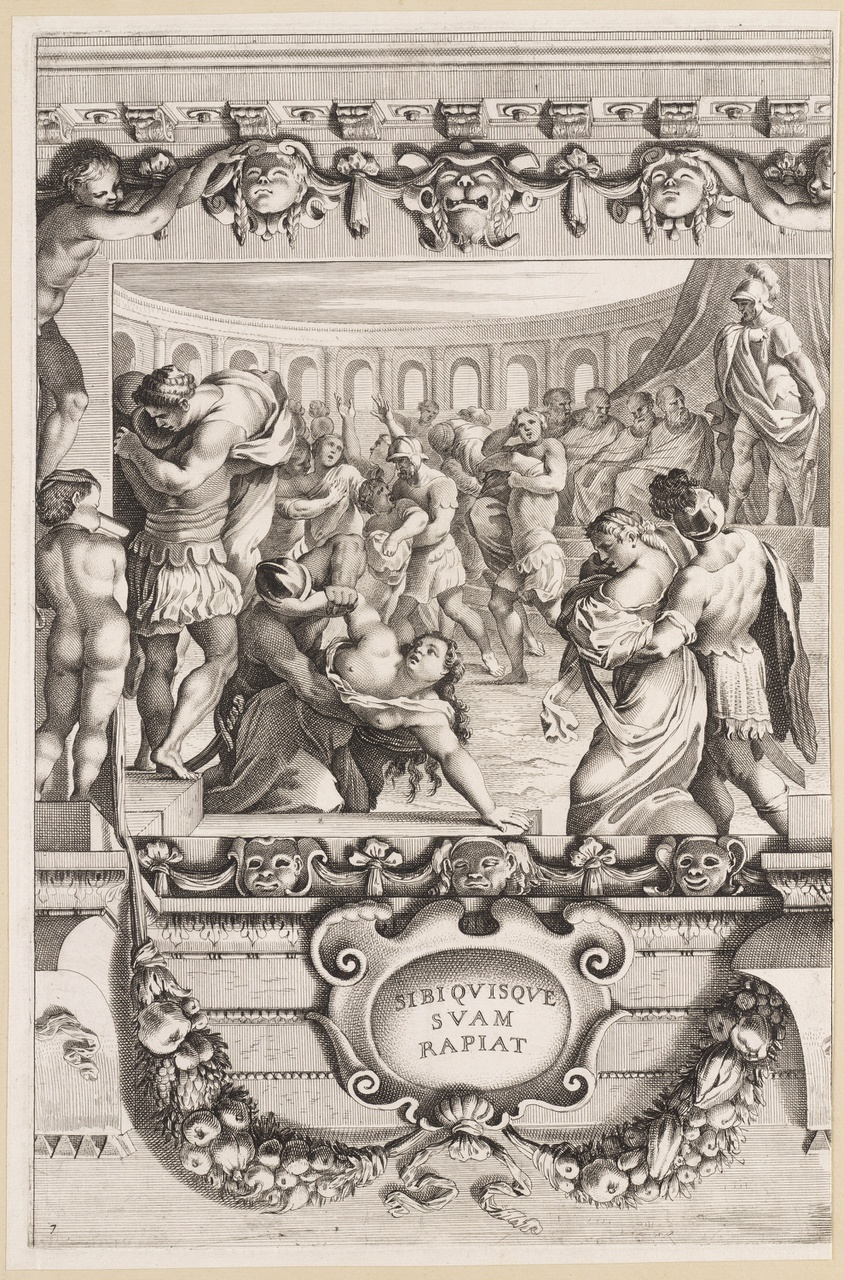
SIBI QUISQUE SUAM RAPIAT, gravura de Jean Le Pautre

O lema subjacente ao afresco, «SIBI QUISQUE SUAM RAPIAT», ou "cada um tome para si a sua", significa  que cada romane agarre apenas uma mulher para fazer dela sua esposa, sendo fiel ao sentido da narração de Plutarco e os episódios são todos cenas de casal: um romano para uma só sabina.
Fundada a cidade, Rómulo teve de enfrentar um problema sério: a população de Roma era composta em grande parte por homens celibatários, e a sua má reputação de rebeldes e fugitivos não favorecia certas uniões espontâneas com mulheres das cidades vizinhas. Deste modo, para a recém nascida Roma, não haveria futuro.
Rómulo decide então resolver o problema pela força, raptando as mulheres dos sabinos. Na história lendária de Plutarco, o primeiro rei de Roma tem, de fato, um propósito mais complexo. O propósito do rapto não é simplesmente o de encontrar um remédio para os instintos não realizados dos seus homens: ele quer que a união com as sabinas, embora propiciado por um ato de força, leve à fusão dos dois povos, dos romanos e dos próprios sabinos, fortalecendo a cidade recém-fundada. Para este fim, Rómulo ordena aos seus, sob pena de morte, a tratar as sabinas com respeito: estas serão as suas esposas, e não suas concubinas.
O plano gizado para realizar o rapto das sabinas envolve a organização de uma celebração solene, em Roma, em homenagem ao deus Conso. Para a festa são convidados os Sabinos, e os habitantes de outras cidades do Lazio antigo, com as suas mulheres. Ao sinal acordado de Rómulo, o acenar do seu manto roxo, os romanos entram em acção.

### Rómulo dedica a Júpiter Feretrio os despojos do rei Acrone

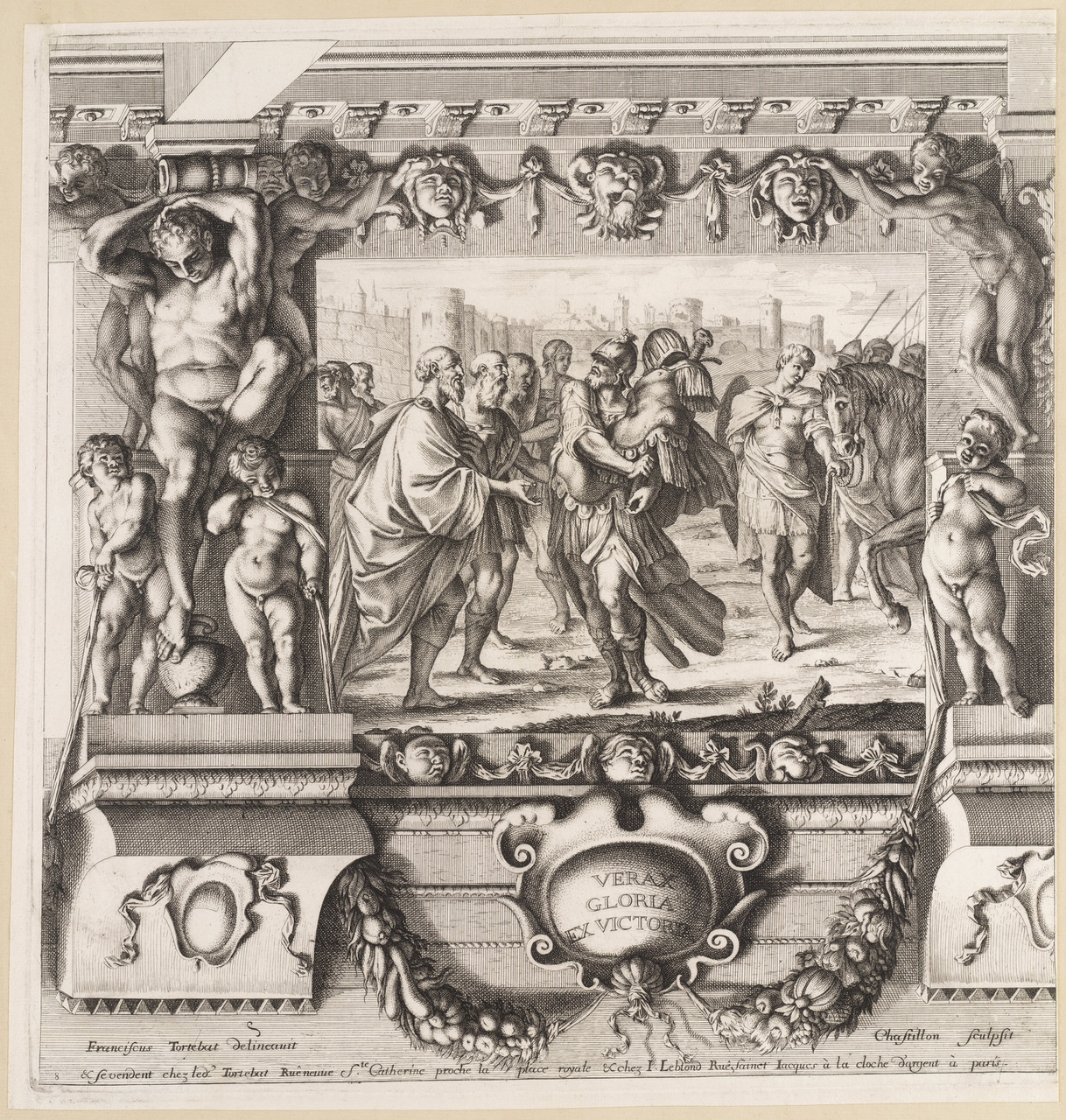
VERAX GLORIA EX VICTORIA, gravura de Louis de Châtillon

O lema subjacente ao correspondente afresco, «VERAX GLORIA EX VICTORIA» (a verdadeira gloria provém da vitória), poderia ser uma auto-celebração pelos Carracci pela encomenda dos afrescos.
Acrone era o rei de Caenina, uma das cidades cujas mulheres haviam sido raptadas pelos romanos juntamente com as Sabinas. Faziam parte dos que sofreram o ultraje do rapto das próprias mulheres aliaram-se para se vingar, declarando guerra a Roma.
Mas Acrone não quis esperar pela preparação da guerra e desafiou Rómulo para um duelo individual. Rómulo venceu-o e matou o rei de Caenina. Em sinal de agradecimento aos deuses, dedicou os despojos de Acrone a Júpiter, em honra do qual depois mandou construiu o templo Templo de Júpiter Ferétrio no Monte Capitolino.
De acordo com fontes, a procissão organizada por Rómulo para a dedicação da esposa de Acrone foi o evento  que deu origem ao ritual do Triunfo romano seguido pelos líderes e imperadores romanos vitoriosos.

### Batalha entre Romanos e Sabinos

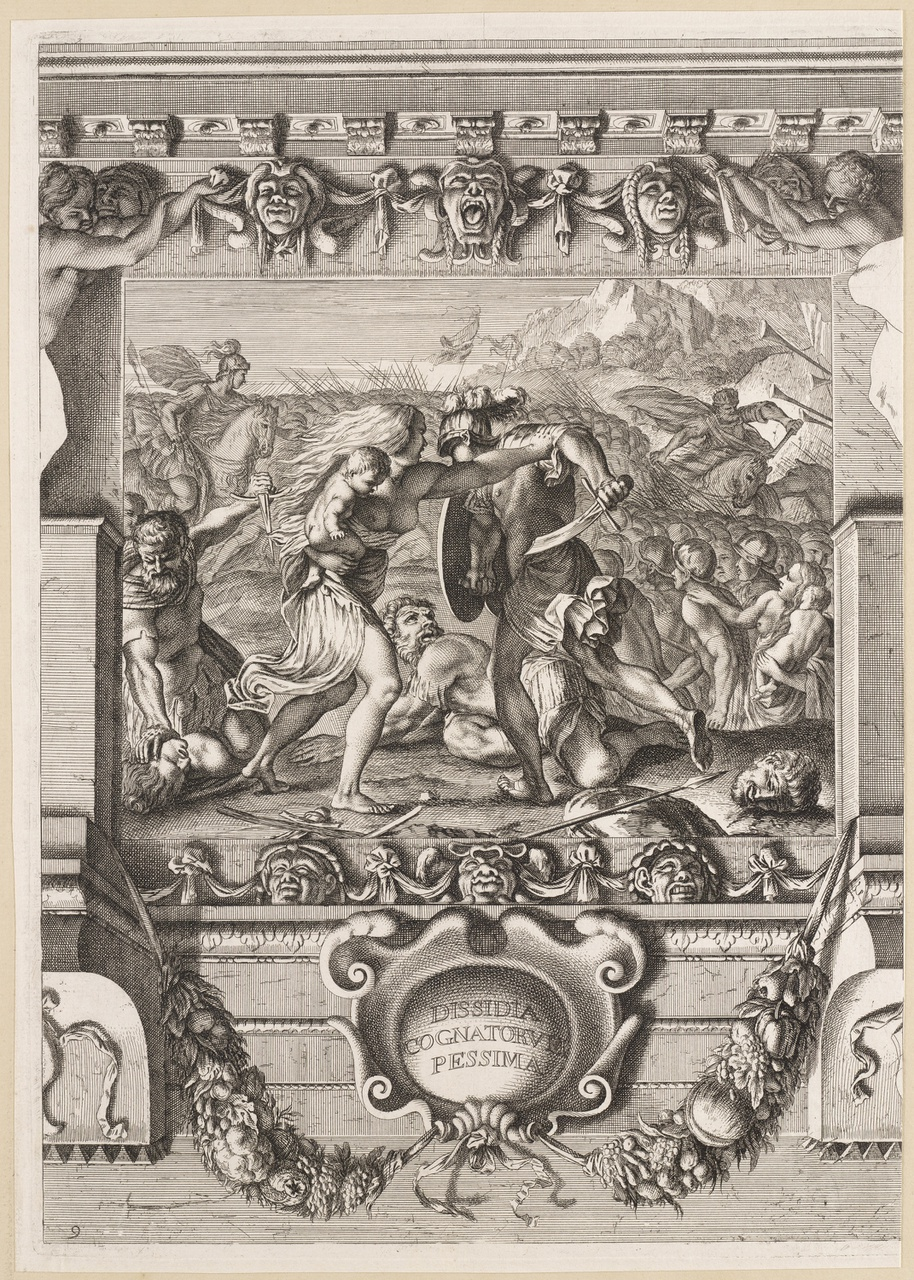
DISSIDIA COGNATORUM PESSIMA, gravura de Louis de Châtillon

O lema subjacente ao correspondente afresco «DISSIDIA COGNATORUM PESSIMA», pode ser traduzido por «a discórdia entre parentes é péssima».
Os sabinos, ansiosos para vingar o rapto das suas mulheres, acabam por atacar Roma sob o comando de Tito Tazio. Revelam-se adversários terríveis pois conquistam parte da cidade e repetidamente colocam os romanos em sérias dificuldades. Mas estes resistem valorosamente e organizam o contra-ataque.
Enquanto decorre uma nova e cruel batalha entre romanos e sabinos, acontece algo imprevisível e decisivo no desfecho final. As mulheres sabinas, que estão agora casadas com os romanos e são mães dos filhos destes, irrompem no campo de batalha com as crianças nos braços e imploram aos contendores para que acabem com as hostilidades.
As raças já se haviam misturado e, do ponto de vista das mulheres, o combate é apenas uma matança horrível, onde os seus cônjuges por um lado e os seus pais e irmãos, por outro, se matam uns aos outros. Os combatentes comovidos pelas palavras das sabinas compreendem o absurdo da luta. E não só põem fim à batalha, como decidem que dali em diante romanos e sabinos serão um único povo.

### Tito Tazio assassinado pelos Laurentunos

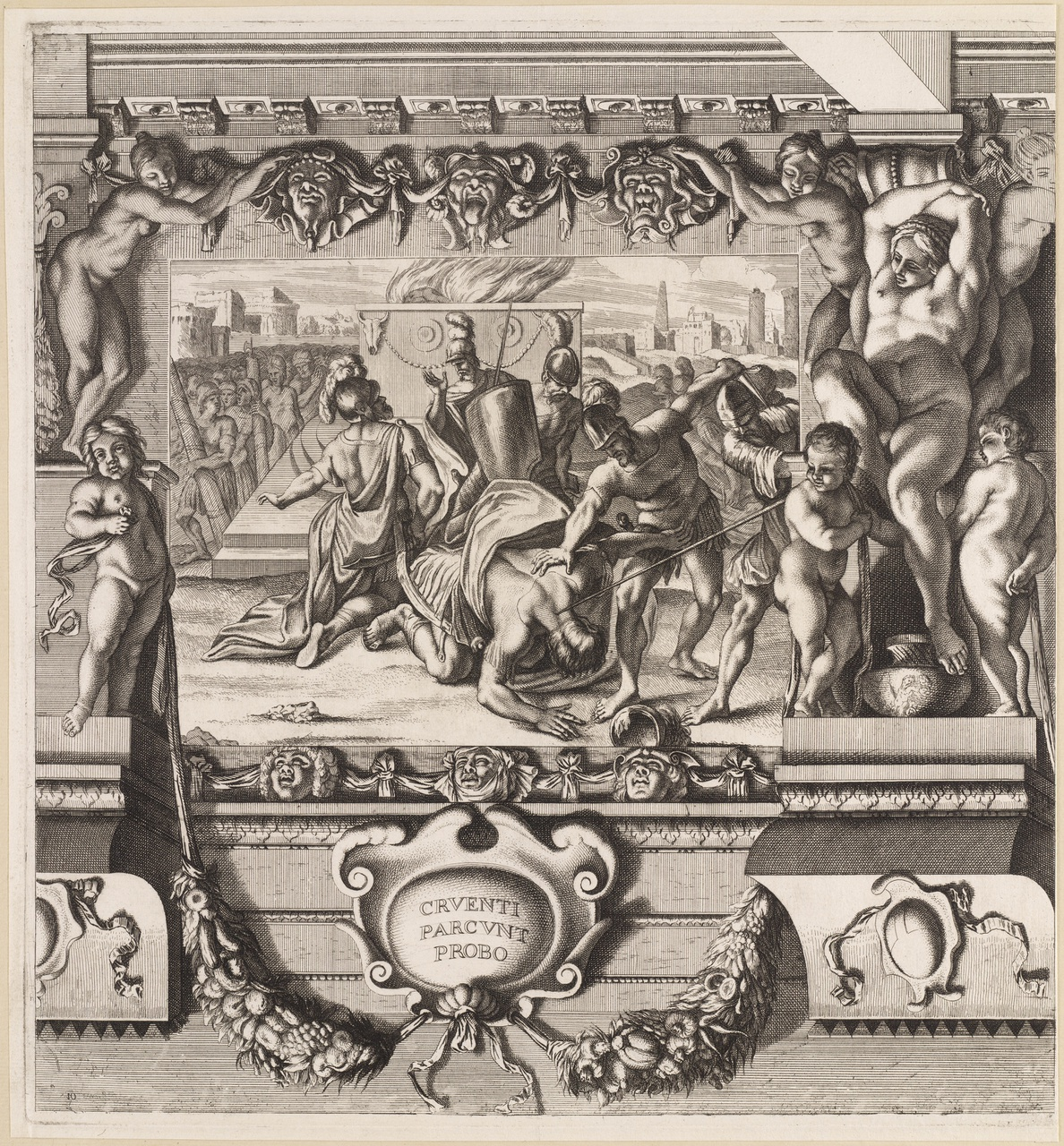
CRUENTI PARCUNT PROBO, gravura de Louis de Châtillon

O lema subjacente ao afresco  «CRUENTI PARCUNT PROBO», que se poderá traduzir por «ensanguentados salvamos o justo», além de comentar a salvação de Rómulo, poderia ser um aviso alegórico das consequências de um mau exercício do poder.
A seguir à paz e fusão de romanos e sabinos, Rómulo e Tito Tazio governaram juntos, cada um com a sua jurisdição, ficando Tazio a dirigir os sabinos estacionados no Quirinale e Rómulo os romanos que ocupavam o Monte Capitolino.
Após alguns anos de reino conjunto, alguns dos parentes e familiares de Tito mataram de forma traiçoeira, para roubá-los, os embaixadores da cidade de Laurento, cidade costeira ao sul da foz do Tibre, e o seu séquito.
Rómulo pediu a Tito para punir os autores de um crime tão grave, mas este não o quis fazer. Então, os laurentunos, duplamente ultrajados pelo crime e pela impunidade dos culpados, fizeram justiça por conta própria. Num dia em que Tito e Rómulo oficiavam um sacrifício, lançaram-se sobre Tito e assassinaram-no. Rómulo não só foi poupado, como foi louvado como o homem justo por ter reconhecido o erro dos seguidores de Tito e ter pedido, mesmo em vão, a condenação deles.

### Roma atingida pela peste

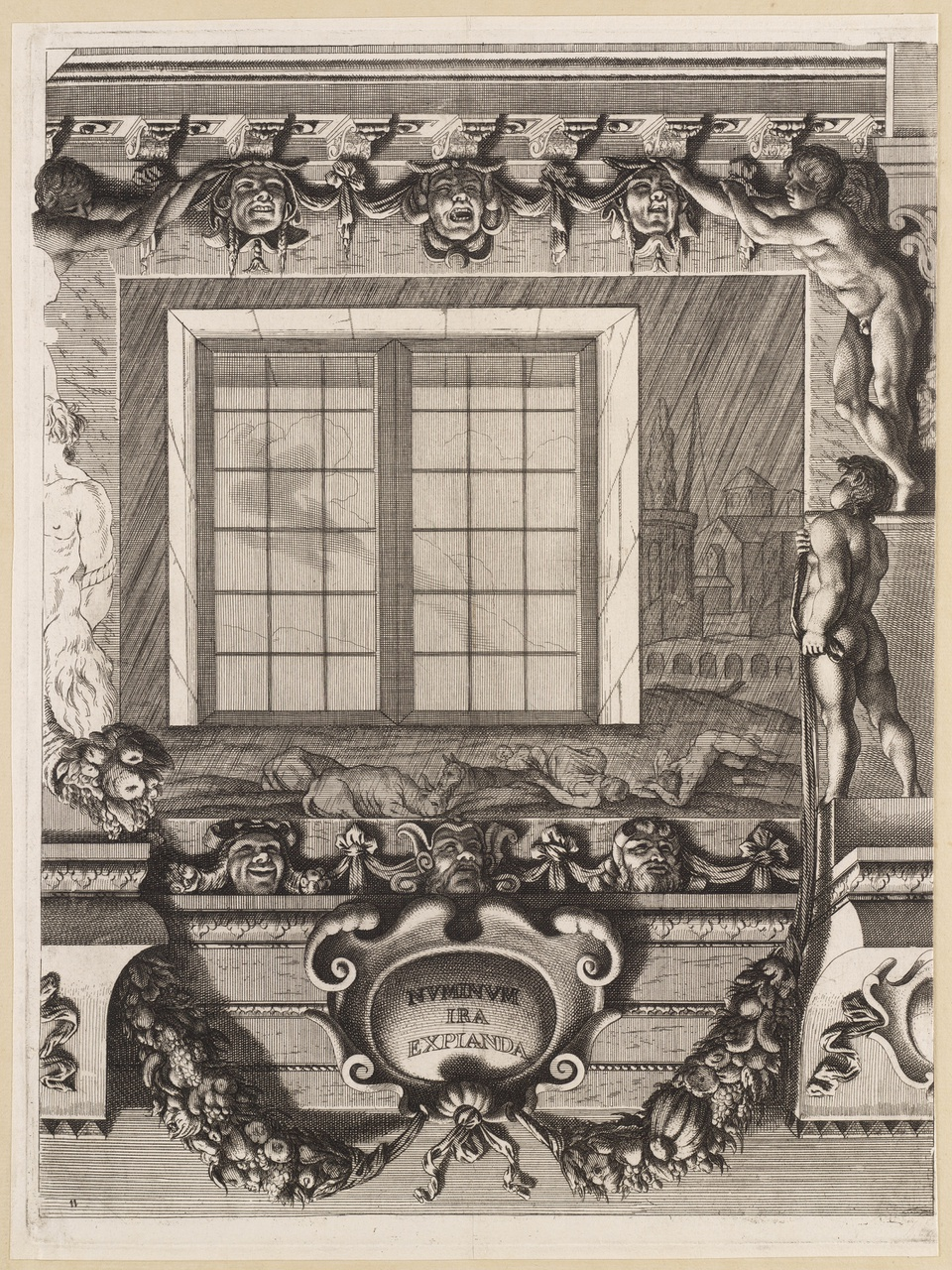
NUMINUM IRA EXPIANDA, gravura de Louis de Châtillon

A inscrição «NUMINUM IRA EXPIANDA», que se pode traduzir por «a ira dos poderosos deve ser expiada», expressa um desejo genérico da justiça, te alvez esteja associado às dificuldades por que passaram os Magnani antes do seu recente regresso em glória.
Narra Plutarco que a não punição da morte de Tito e de outros factos violentos relacionados com este evento desencadearam uma violenta peste sobre Roma. Além da epidemia, houve um flagelo adicional que se abateu sobre a cidade constituido por uma inquietante chuva de sangue.

### O velho capitão dos Veios é ridicularizado

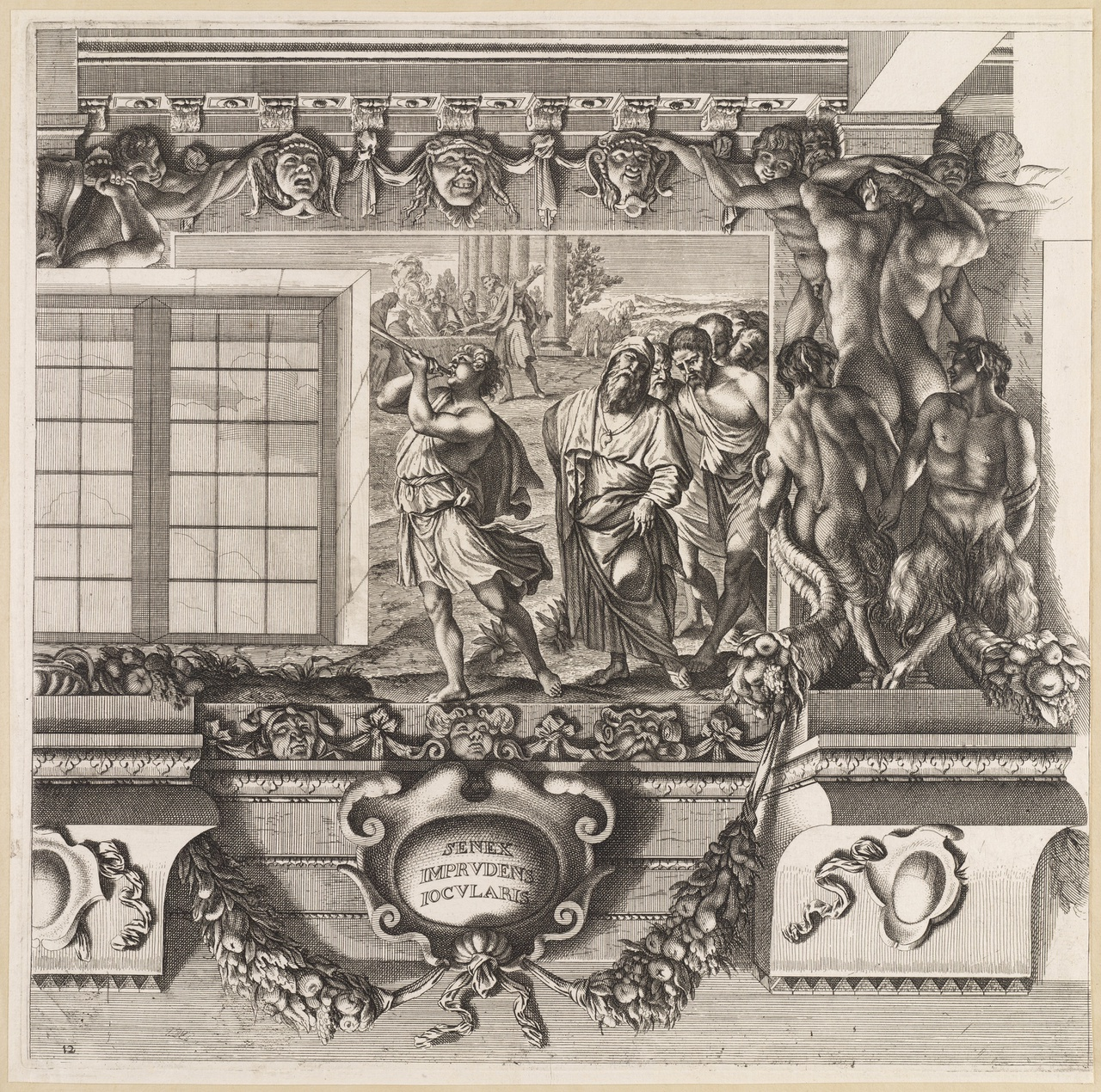
SENEX IMPRUDENS IOCULARIS, gravura de Louis de Châtillon

O lema subjacente ao afresco «SENEX IMPRUDENS IOCULARIS», ou "o velho imprudente zombado", pode ter tido um intento polémico de Lorenzo Magnani de confrontar a classe senatorial de Bolonha simbolizada pelo velho tonto que se opunha aos Magnani, que é derrotada por estes tal como o inepto capitão etrusco o foi por Rómulo.
Quando a peste acaba, os romanos envolvem-se em várias guerras com cidades próximas, incluindo a poderosa Veios, centro etrusco do Lazio. Este choque também termina com uma clara vitória dos Quirites tendo Rómulo demonstrado na luta grande valor e coragem pessoal.
Depois, na marcha triunfal de Rómulo subsequente a este sucesso, relata Plutarco, que entre os prisioneiros forçados a desfilar pelas ruas de Roma também estava um velho capitão dos veios que durante a guerra se revelou particularmente tolo e inábil. Para ser ridicularizado, o velho está vestido com uma túnica e um manto escarlate tendo um amuleto no pescoço, conhecido como Bulla (amuleto), que, de acordo com o uso romano antigo, para bom augúrio, era dado ao filho masculino mais velho quando atingia nove anos de idade.

### A altivez de Rómulo

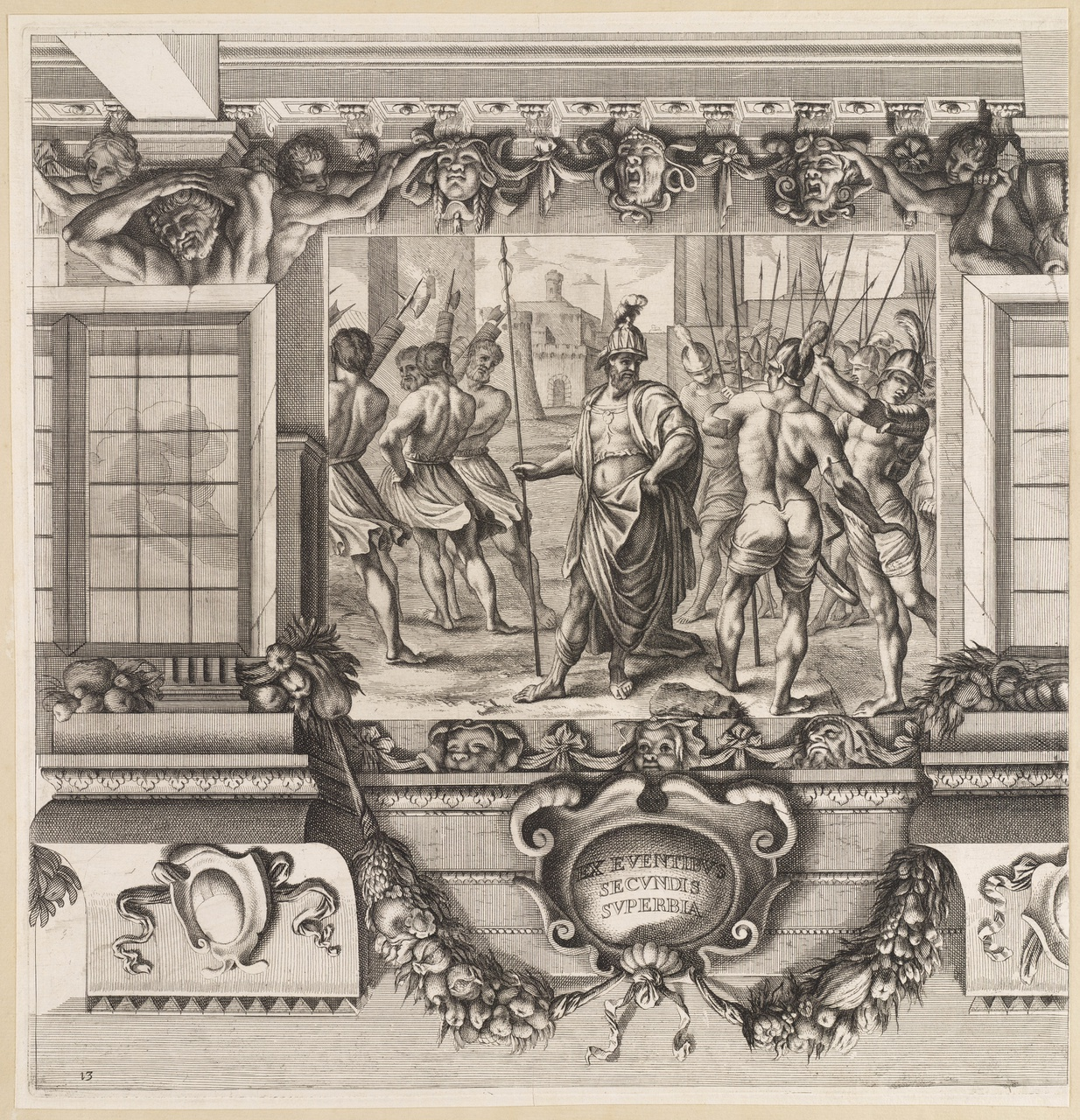
EX EVENTIBUS SECUNDIS SUPERBIA, gravura de Louis de Châtillon

O lema do correspondente afresco «EX EVENTIBUS SECUNDIS SUPERBIA» ("da fortuna nasce a soberba") sugere um sentido alegórico de alerta ao próprio senador Magnani sobre os perigos das lisonjas do poder.
Plutarco narra que os muitos sucessos do fundador de Roma tornaram-no altivo e que passou a viver num distanciamento arrogante face ao povo. Vestia geralmente uma toga de púrpura e seguia sempre acompanhado por um destacamento armado composto por jovens audaciosos, ditos Celeres.
Um outro grupo de guardas precedia Rómulo quando ele caminhava pelas ruas de Roma, prontos para prender com cintos de couro, que traziam sempre com eles, quem ele indicasse. Segundo Plutarco, foi deste outro grupo da escolta de Rómulo que deram origem aos Lictores, cujo nome deriva da palavra "ligare", ou seja, a ação de que estavam encarregados.

### A aparição de Rómulo a Proculo

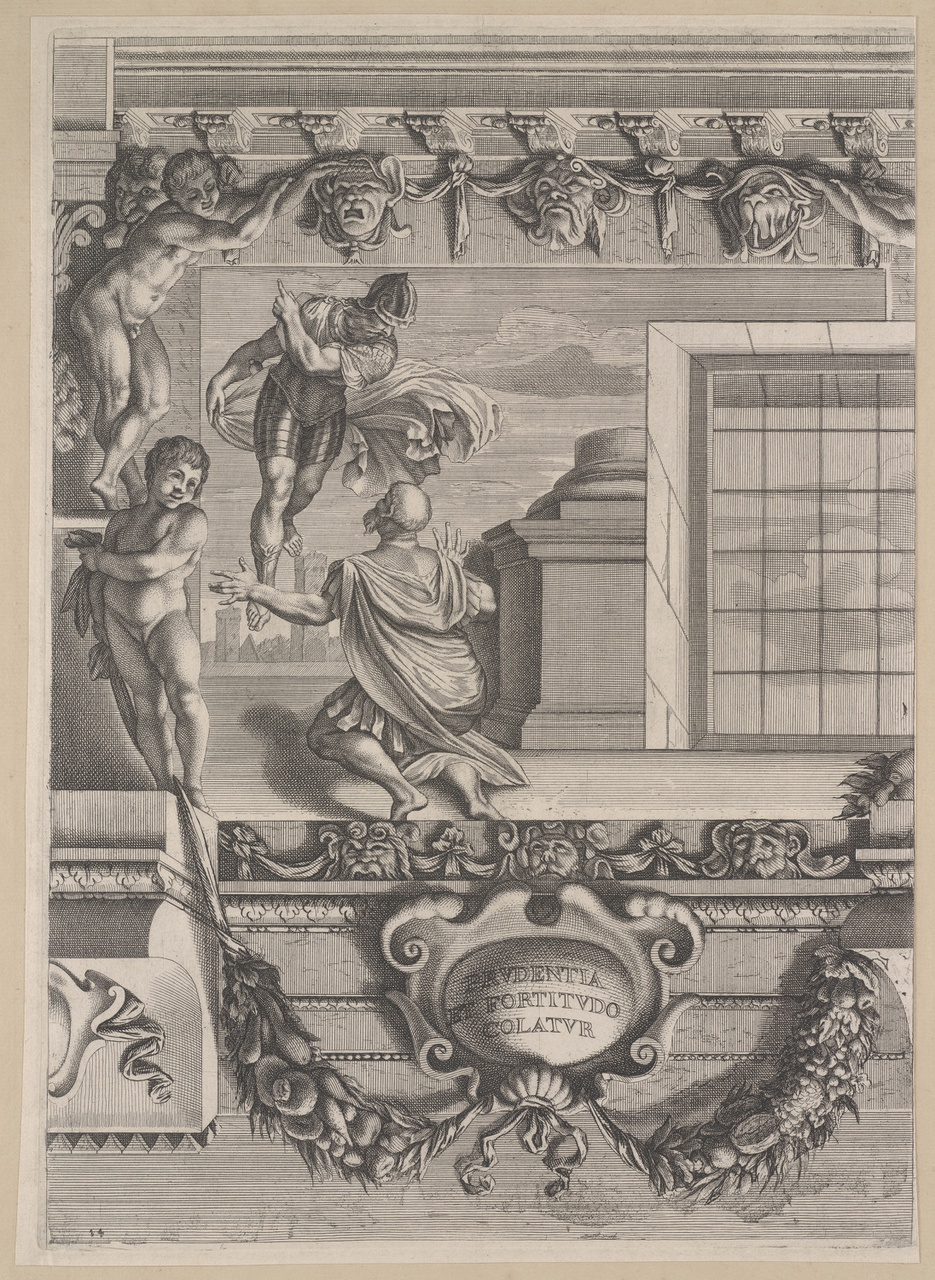
PRUDENTIA ET FORTITUDO COLATUR, gravura de Louis de Châtillon

O lema do correspondente afresco «PRUDENTIA ET FORTITUDO COLATUR» (ou seja, "prudência e força juntas") resume o que Rómulo disse a Proculo quando lhe apareceu e que este devia transmitir aos romanos reunidos em assembleia.
Rómulo desaparece misteriosamente e entre os romanos começa a espalhar-se a suspeita de que ele foi assassinado pelos nobres insatisfeitos com a sua maneira de exercer poder. A insatisfação do povo de Roma é acalmada quando Proculo Giulio jura que Rómulo lhe apareceu e lhe disse que os deuses o levaram para o céu, elevando-o, por sua vez, à dignidade divina com o título de Quirino. Proculo diz que Rómulo profetizou um destino de grandeza para Roma desde que o seu povo seja prudente e demonstre força.